# Havsrockan
Havsrockan är en båt av hardtop-typ som tillverkades 1966-1978 i Burträsk och Skellefteå. Den ursprungliga tillverkaren StjärnPlast tillverkade Havsrockan500 och den något större efterföljaren Havsrockan530 fram till ca 1973. Havsrockan530 fortsatte tillverkas av Erik Dahlen och Kjell Backlund fram till 1978.
Båten har sin förlaga i en sportbåt från det amerikanska bolaget SeaRay, den troliga förlagan hette SRV160 och tillverkades 1967. Man försåg det mycket sjövärdiga skrovet med en HT-topp och behöll den karaktäristiska breda motorbrunnen för dubbelmontage. Båten kunde förses med utombordare upp till 135Hk.